# 율관법
율관법(律管法)은 한국음악에서 음높이를 정할 때 사용되는 규칙이다.
12율의 기본이 되는 황종의 음높이를 정하고 이 황종을 기준하여 12율의 음높이를 셈하게 된다. 관악기는 길이와 관을 붙여 낸 음높이와 반비례하므로 관의 길이를 셈하여 수값(數値)을 얻어서 그 수값대로 관을 잘라 만들어 12율의 음높이를 얻을 수 있다. 이와 같이 일정한 수값으로 잘린 관을 율관(律管)이라 하고 율관의 길이를 정하는 법을 '율관법'이라 한다. 황종을 기준하여 12율관을 셈하는 법에는 손익상생법(損益相生法)·격팔상생법(隔八相生法) 등 여러 가지가 있는데, 흔히 쓰이는 것이 삼분손익법(三分損益法)이다.